# 하퍼 (라이베리아)
하퍼(Harper)는 라이베리아 메릴랜드 주의 행정 중심지로 대서양과 접하며 인구는 17,837명(2008년 기준)이다.